# Mitski

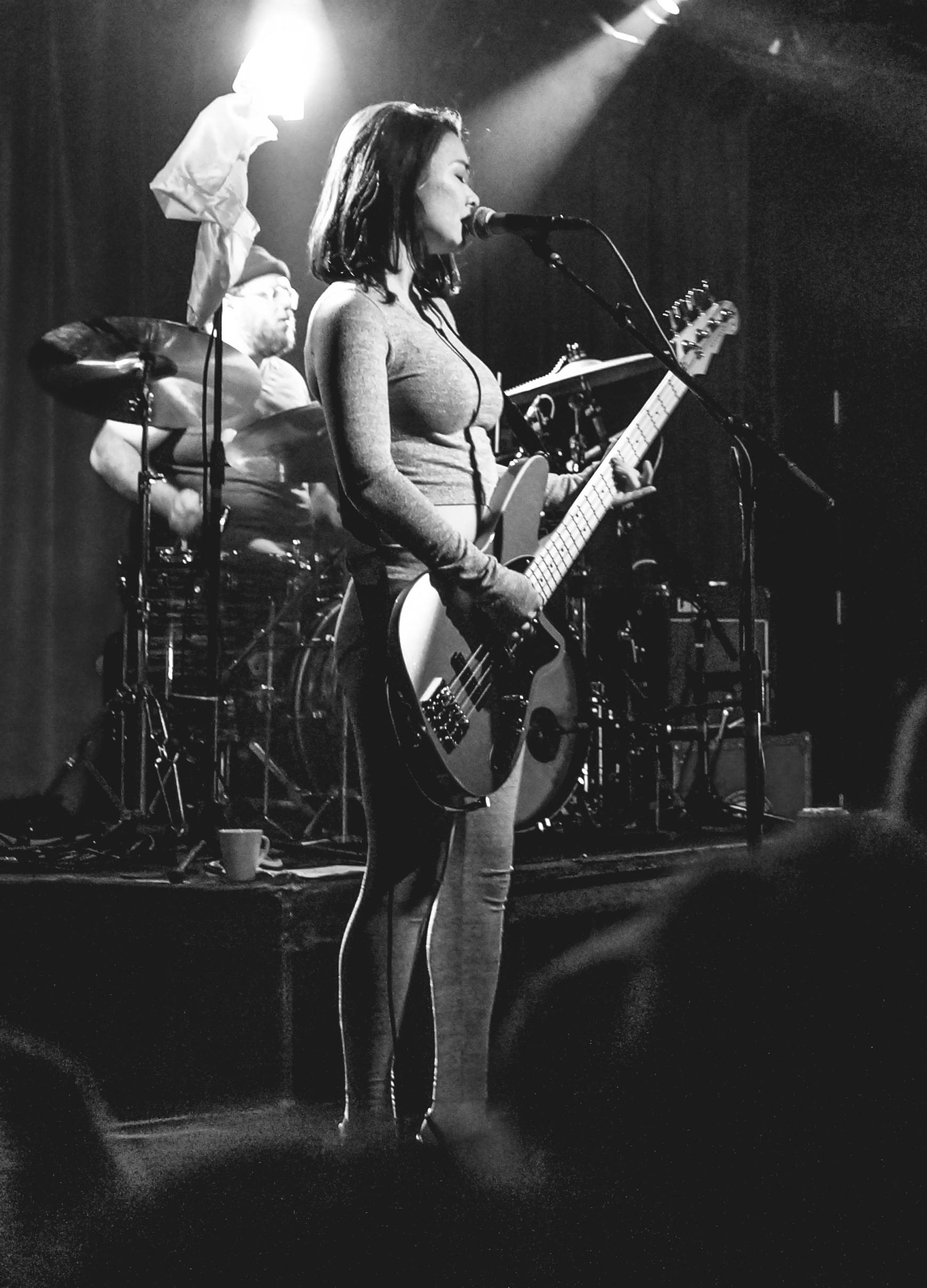
Mitski vid ett uppträdande i Boston 2016.

Mitski Miyawaki, född 27 september 1990 som Mitsuki Laycock i Mie prefektur, är en japansk-amerikansk sångare, musiker och låtskrivare som verkar under artistnamnet Mitski. 
Mitski har en amerikansk far och en japansk mor och är sedan unga år bosatt i New York. Hon gav 2012 och 2013 ut två album på egen hand innan hon 2014 gav ut sitt tredje studioalbum på skivbolaget Double Double Whammy. Hennes musik är mångfacetterad och växlar främst mellan indierock och punk. Hennes texter reflekterar ofta hennes ursprung som både amerikan och japan, och att inte känna sig hemma som något av dem.
Hennes album har fått mycket bra kritik, bland annat på webbplatsen Pitchfork.
År 2022 skrev hon, tillsammans med David Byrne och Ryan Lott, låten "This Is a Life" för långfilmen Everything Everywhere All at Once. Det ledde till att Mitski, Byrne och Lott nominerades till en Oscar för bästa sång vid Oscarsgalan 2023.

## Diskografi
- Lush, 2012
- Retired from Sad, New Career in Business, 2013
- Bury Me at Makeout Creek, 2014
- Puberty 2, 2016
- Be the Cowboy, 2018
- Laurel Hell, 2022
- The Land Is Inhospitable and So Are We, 2023